# Шеховцов, Юрий Игнатьевич
Ю́рий Игна́тьевич Шеховцо́в — депутат Парламента Эстонии (Рийгикогу) от Партии Развития Эстонии (Центристской), член Таллинского городского собрания; бизнесмен.

## Биография
Владеет автотранспортным бизнесом.

Был единственным из всего состава парламента, кто проголосовал против участия эстонских войск в оккупации Ирака.

### Цитаты
Не люблю лозунгов, тем не менее считаю, что если государство не может обеспечить людей coциальной защитой, жилищный вопрос решает, просто выселяя людей на улицу, не может дать работу, закрыть каналы мошенничеству, вселяя в большинство страх за будущее, значит что-то надо менять.
...не буду голосовать, если мне что-то не по душе... Когда один руку поднимает - и вся партия за ним - это не по мне. У меня всегда есть собственное мнение и чувство ответственности.